# شکستن و خروج
شکستن و خارج شدن (به انگلیسی: Breaking & Exiting) یک فیلم کمدی-درام آمریکایی محصول سال ۲۰۱۸ به نویسندگی جردن هینسن و کارگردانی پیتر فاسینلی با بازی میلو گیبسون و جردن هینسون است.

## پاسخ انتقادی
این فیلم در سایت راتن تومیتوز امتیاز ۰٪ دارد. آدام گراهام از دیترویت نیوز به فیلم درجه D+ داد. هالیوود ریپورتر به این فیلم نقد منفی داد.

## داستان
«هری» که کارش دزدی از خانه مردم است، در یکی از روزها به خانه‌ای می‌خواهد دستبرد بزند، او متوجه حضور صاحب خانه می پ‌شود که زنی به نام که «دیزی» است و قصد دارد خودکشی کند ولی «هری» مانع کار او می‌شود و …

## بازیگران
- میلو گیبسون در نقش هری
- جردن هینسون در نقش دیزی
- آدام هوبر در نقش کریس
- جیمز کایسون در نقش پیتر
- جاستین واکسبرگر در نقش لانا
- لیلی آن هریسون در نقش سینتیا
- سیسیل کوبیلو در نقش آنا
- هرمان لودویک پتین در نقش مایکل
- بلیک پردی در نقش ملیندا پ
- جان هینسون در نقش افسر برینکمن
- کالین فرگوسن در نقش افسر دیویس
- ژواکیم دی آلمیدا در نقش هنک